# Ucenicul Vraciului
Ucenicul Vraciului de Joseph Delaney este primul volum al seriei Cronicile Wardstone. Ucenicul Vraciului este Thomas Ward, un băiat de 12 ani, care își face ucenicia la un vraci bătrân și aspru. Ucenicia lui este grea, dar într-o zi va deveni un vraci care alungă strigoii, prinde și închide duhurile rele și vrăjitoarele. Fiind al șaptelea fiu al unui al șaptelea fiu, el poate vedea lucruri și creaturi pe care oamenii obișnuiți nu le văd. Va reuși, oare, să scape din iadul care se dezlănțuie? Povestea este plină de mister și suspans, se citește pe nerăsuflate de la prima la ultima pagină.

## Rezumat
Tom Ward este un al șaptelea fiu al unui al șaptelea fiu, născut cu puterea de-a vedea spiritele și de a se ascunde de slujitorii Întunericului. De vreme ce e cel mai mic și nu poate moșteni ferma părinților săi, aceștia hotărăsc să-i găsească o slujbă. La insistența mamei lui Tom, acesta este dat în ucenicie lui John Gregory, Vraciul. Împreună hotărăsc ca Tom să petreacă o lună de probă cu magistrul său, iar a doua zi cei doi părăsesc ferma.
În drum spre reședința sa permanentă de vară de la Chipenden, Vraciul îl supune pe Tom la douǎ teste: o datǎ pe Dealul Spânzuraților, învǎțându-l sǎ-și înfrunte frica, și încǎ o dată în Horshaw, unde Tom întâlnește pentru prima datǎ un spirit legat.
Casa din Chipenden este localizatǎ pe un deal, la marginea orașului, protejată de un duh domestic care se ocupă cu gǎtitul, întreținerea și securitatea. Înǎuntru, Vraciul adǎpostește o bibliotecǎ lăsatǎ moștenire de ceilalți vraci dinaintea lui. 
În prima zi când Tom este trimis după provizii, este încolțit de o gașcǎ de bǎieți și salvat de o tânără vrăjitoare numită Alice, nepoata Osoasei Lizzie. Drept mulțumire, Tom îi făgăduiește sǎ o ajute dacă va fi cazul. Luna se incheie și Vraciul îl trimite acasǎ pentru a lua o hotǎrâre. Inițial nesigur, Tom este mustrat de mama sa și se hotǎrǎște sǎ-și termine ucenicia. 
Întors la Chipenden, acesta aflǎ că Vraciul e plecat în Pendle și-l roagǎ pe Tom sǎ-l aștepte. Tom se întâlnește din nou cu Alice care îi amintește de promisiune și îl roagǎ sǎ-i ducǎ Mamei Malkin, o vrǎjitoare captivǎ în grǎdina Vraciului, o turtă la miezul nopții trei zile la rând. Dându-și seama la timp cǎ acestea o ajutǎ sǎ scape, Tom nu îi mai dǎ ultima turtǎ, dar Mama Malkin reușește sǎ scape. Înarmându-se cu cel mai mic dintre toiagele Vraciului, el pornește sǎ o vâneze, și reușește sǎ o doboare, pentru ca apoi sǎ se ducǎ la reședința vrǎjitoarelor și sǎ salveze copilul rǎpit al cǎrui sânge fusese folosit la turte. Vraciul se întoarce și îl salveazǎ de urmǎritori, anunțându-l cǎ, deși moartǎ, Mama Malkin nu și-a pǎrǎsit, probabil, corpul și-l va urmări pe Tom.
Vraciul îl trimite pe Tom la fermǎ. Mama Malkin îl gǎsește după câteva zile și-l posedǎ pe porcarul fermei. În urma confruntării, Mama Malkin este forțată sǎ iasǎ, este mâncatǎ de porci și moare. 
Convins cǎ Alice nu este complet de partea Întunericului, Vraciul o trimite împreunǎ cu Tom la o mǎtușǎ din Staumin pentru a o scǎpa de influența rudelor sale vrǎjitoare.

## Personaje
- Tom Ward - ucenicul Vraciului
- John Gregory - Vraciul
- Alice - tânǎra vrǎjitoare
- Osoasa Lizzie - Mama Malkin - vrǎjitoare nocivǎ din grǎdina Vraciului
- Mama - mama lui Tom

## Film
Al Șaptelea Fiu (în engleză, The Seventh Son) trebuia să apară în 2013, dar a fost amânat până în 2014 și, în România, în ianuarie 2015. Drepturile de autor au fost vândute firmei Warner Bros.. Trebuia să fie primul film din seria Cronicile Wardstone, dar întârzierea, probleme de producție, recenziile negative și câștigul de la vânzări au fost sub așteptări. Filmul are, la acest moment, un rating de 5.5/10 pe IMDb, 30/100 pe Metascore și 13% pe Rotten Tomatoes.